# Бодячев (Волынская область)
Бодячев (укр. Бодячів) — село в Киверцовской городской общине Луцкого района Волынской области Украине.
До 2020 года входило в Киверцовский район.
Код КОАТУУ — 0721886603. Население по переписи 2001 года составляет 531 человек. Почтовый индекс — 45224. Телефонный код — 3365. Занимает площадь 1,279 км².